# كويست
كويست للاتصالات الدولية، كانت من أكبر شركات الاتصالات الأمريكية. كانت توفر الخدمات المحلية في 11 ولاية في الغرب الأمريكي: أريزونا، كلورادو، أيداهو، آيوا، مينيسوتا، مونتانا، نبراسكا، نيو مكسيكو، داكوتا الشمالية، أوريغون، داكوتا الجنوبية، يوتا، واشنطن، ووايومنغ.
في 22 أبريل 2010، أعلنت سنتشري لينك استحواذها على كويست في صفقة أسهم مقابل أسهم. حدث الدمج في 1 أبريل 2011. بدأت كويست في مباشرة أعمالها باسم سنتشري لينك في أغسطس 2011.

## الهوامش
1. ↑  "CenturyLink and Qwest Agree to Merge". News.qwest.com. مؤرشف من الأصل في 2011-02-24. اطلع عليه بتاريخ 2012-01-06.
2. ↑  "CenturyLink completes $12.2 billion acquisition of Qwest". Komonews.com. 1 أبريل 2011. مؤرشف من الأصل في 2015-06-10. اطلع عليه بتاريخ 2012-01-06.

## وصلات خارجية
- الموقع الرسمي لشركة كويست
- CenturyLink and Qwest Agree to Merge
- CenturyLink/Qwest Merger Website
- Bell Operating Companies
- Name change from SP Telecom to Qwest announcement نسخة محفوظة 22 سبتمبر 2007 على موقع واي باك مشين.
- Yahoo! - Qwest Communications International Inc. Company Profile
- Qwest NSA Website - One major telecommunications company declined to participate in the NSA program: Qwest.
- Vintage Qwest Commercial 2002